# Vinton Freedley
Vinton Freedley (* 5. November 1891 in Philadelphia; † 5. Juni 1969 in New York City) war ein amerikanischer Theaterproduzent.
Vinton Freedley besuchte die Harvard University und die University of Pennsylvania. Seine Theaterkarriere begann er als Schauspieler. Ab 1923 arbeitete er mit Alexander A. Aarons zusammen. Gemeinsam produzierten sie zwischen 1924 und 1930 sechs Gershwin-Musicals, darunter Lady, Be Good, Oh, Kay!, Funny Face und Girl Crazy. Ein weiterer Broadway-Erfolg war das Henderson, Brown und DeSylva-Musical Hold Everything! von 1928.
Freedley und Aarons ließen das Alvin Theater (das heutige Neil Simon Theater) erbauen, das 1927 eröffnete. Wegen der Weltwirtschaftskrise und einiger Flops, insbesondere Gershwins Pardon My English bankrottierten sie 1933.

Aarons setzte sich danach zur Ruhe. Freedley produzierte in den 1930ern und 40ern die Cole-Porter-Musicals Anything Goes, Red, Hot and Blue!, Leave It to Me! und Let’s Face It, des Weiteren das Vernon-Duke-Musical Cabin in the Sky.

Freedley war Präsident des Episcopal Actors’ Guild (1942–1968) und des Actors’ Fund of America (1959–1969).